# Hermann Stern
Pour les autres membres de la famille, voir Famille Stern.
Hermann, baron de Stern (1815, Francfort-sur-le-Main - 20 octobre 1887, Londres), est un banquier britannique d'origine allemande.

## Biographie
D'une famille de banquiers, frère d'Antoine Jacob Stern, il fonde avec son frère David la banque Stern Brothers à Londres en 1844.
Il devient directeur de l'Imperial Bank, de la Bank of Rumania, de la London and San Francisco Bank et de l'East London Waterworks Company (en).
Important financier, son activités était tournées vers le Portugal, le Danube, l'Espagne et l'Italie.
En 1869, il est créé baron par le roi de Portugal (son frère David est créé vicomte en même temps).
De 1883 à 1887, il est propriétaire de Strawberry Hill House à Londres.
Stern épouse Julia Goldsmid, fille de Aaron Asher Goldsmid et nièce de Sir Isaac Lyon Goldsmid. Il est le père de Herbert Stern, 1er baron Michelham (en), ainsi que le beau-père de Edward Dutton (4e baron Sherborne) et de David Lionel Goldsmid-Stern-Salomons.